# Крайній захід штату Баїя (мезорегіон)
Крайній захід штату Баїя (порт. Mesorregião do Extremo Oeste Baiano) — адміністративно-статистичний мезорегіон в Бразилії, входить в штат Баїя. Населення становить 0.52 млн осіб на 2005 рік. Займає площу 116 786,918 км². Густота населення — 4,5 чол./км².

## Склад мезорегіону
В мезорегіон входять наступні мікрорегіони:
1. Баррейрас
2. Котежипі
3. Санта-Марія-да-Віторія